# Жуков, Анатолий Власович
Анато́лий Вла́сович Жу́ков (21 августа 1947, Фрунзе, СССР — 30 декабря 2022, Великий Новгород, Россия) — советский и российский лингвист-русист, фразеолог, доктор филологических наук, профессор, заслуженный работник высшей школы РФ, действительный член Петровской академии наук и искусств.

## Биография
Родился 21 августа 1947 года в г. Фрунзе.
В 1970 году окончил филологический факультет Новгородского государственного педагогического института.
В 1970—1971 гг. — служил в рядах Советской Армии.
В 1971—1974 гг. проходил очное обучение в аспирантуре при кафедре русского языка в ЛГПИ им. А. И. Герцена (научный руководитель д. ф. н. проф. В. И. Кодухов).
В 1975 году в ЛГПИ имени А.И. Герцена защитил кандидатскую диссертацию на тему «Наречные фразеологизмы современного русского литературного языка».
В 1982 г. присвоено ученое звание доцента по кафедре русского языка.
C 1974 по 1993 гг. работал в Новгородском государственном педагогическом институте в должности ассистента, старшего преподавателя, доцента, старшего научного сотрудника, профессора, завкафедрой русского языка.
В 1991 году защитил докторскую диссертацию в РГПУ им. А. И. Герцена по теме «Фразеологическая переходность в русском языке».
В 1993 г. присвоено ученое звание профессора по кафедре русского языка.
Организатор республиканской межвузовской научной конференции «Ядерно-периферийные отношения в области лексики и фразеологии», посвященной 70—летию со дня рождения д. ф. н. проф. В. П. Жукова (20—23 мая 1991 г., НГПИ, г. Новгород).
С 1993 по 2015 г. профессор, заведующий кафедрой русского языка в Новгородском государственном университете им. Ярослава Мудрого.
Организатор проведения и заместитель председателя Международных симпозиумов памяти проф., д. ф. н., заслуженного деятеля науки РСФСР Власа Платоновича Жукова (Жуковских чтений) с 1996 по 2014 гг.:
- Первые Жуковские чтения «Фразеологизм и слово в системе языка» (21—23 мая 1996 г., г. Новгород).
- Вторые Жуковские чтения «Переходные явления в области лексики и фразеологии русского и других славянских языков» (21—23 мая 2001 г, Г. Великий Новгород).
- Третьи Жуковские чтения «Словарное наследие В. П. Жукова и пути развития русской и общей лексикографии» (21—22 мая 2004 г., г. Великий Новгород).
- Четвёртые Жуковские чтения «Фразеологизм в тексте и текст во фразеологизме» (4—6 мая 2009 г., г. Великий Новгород).
- Пятые Жуковские чтения «Литературная и диалектная фразеология: история и развитие» (К 90-летию со дня рождения В. П. Жукова) (4—6 мая 2011 г., г. Великий Новгород).
- Шестые Жуковские чтения «Мир русской пословицы: вечные ценности и новые смыслы» (12—14 мая 2014 г., г. Великий Новгород).

С 1997 г. — действительный член Петровской академии наук и искусств.
С 2011 г. — почетный член Международной фразеологической комиссии при Международном комитете славистов.
С 1997 г. по 2022 г. — председатель диссертационного совета Д 212.168.09 при НовГУ им. Ярослава Мудрого.
C 2012 г. — член редакционного совета научного журнала «Веснік Гродзенскага дзяржаўнага ўніверсітэта імя Янкі Купалы. Серыя 3. Філалогія. Педагогіка. Псіхалогія».
С 2021 — член редакционной коллегии научного журнала "Art Logos (Искусство слова)" при ЛГУ имени А. С. Пушкина.
С 2015 по 2021 г.  — профессор кафедры литературы и русского языка  ЛГУ им. А. С. Пушкина.
С 2022 г. — профессор кафедры русского языка и филологического образования ЛГУ им. А. С. Пушкина.
Последователь и продолжатель научного лингвистического направления, основанного его отцом профессором В. П. Жуковым.
Жил в Великом Новгороде.
Автор более 200 работ по русскому языку, в том числе 24 книг (с учётом переизданий)  —  монографий, учебных пособий и словарей.
Скоропостижно скончался 30 декабря 2022 года. Похоронен на Рождественском кладбище Новгорода.

## Семья
- Отец —  Влас Платонович Жуков (1921—1991), доктор филологических наук, профессор, Заслуженный деятель науки РСФСР, известный советский фразеолог-русист.
- Мать — Жукова Валентина Георгиевна (1921—2006), школьный учитель.
- Жена — Жукова Марина Евгеньевна, кандидат педагогических наук, доцент (вузовский преподаватель истории, английского и русского языков).
  - Сын — Жуков Константин Анатольевич (род. 1978), кандидат филологических наук, доцент (вузовский преподаватель английского, немецкого, шведского и русского языков).
  - Дочь — Жукова Ирина Анатольевна (род. 08.04.1973), филолог, учитель русского языка и литературы, закончила НовГУ им. Ярослава Мудрого.
    - Внучка — Криванос Алина Андреевна (род.21.04.1994), СпБГМУ им. академика И.П.Павлова.
- Братья: Виктор Власович Жуков (1956-2018) и Евгений Власович Жуков (род. 1959).

## Награды
- Заслуженный работник высшей школы Российской Федерации (1998 г.)
- Благодарность президента РФ (2014 г.)[1].

## Основные работы

### Словари
- Жуков А. В., В. П. Жуков. Школьный фразеологический словарь русского языка. 2-е изд-е, перераб. — М.: Просвещение, 1989. — 383 с. — ISBN 5-09-000969-4. 3-е и все послед. изд-я. Жуков А. В., В. П. Жуков. Школьный фразеологический словарь русского языка. 7-е изд-е. — М.: Просвещение, 2013. — 574 с. — ISBN 5-09-000969-4
- Жуков А. В. Лексико-фразеологический словарь русского языка. — М.: АСТ, Астрель, 2003. — 608 с. — ISBN 5-17-078962-1[13]
- Жуков А. В. Лексико-фразеологический словарь русского языка. 2-е изд-е, испр. и доп. — М.: АСТ, Астрель, 2010. — 704 с. — ISBN 978-5-17-067176-2
- Жуков А. В. Школьный лексико-фразеологический словарь русского языка. — М.: Дрофа, 2010. — 512 с. — ISBN 978-5-358-05953-5
- Жуков А. В., Жукова М. Е. Современный фразеологический словарь русского языка. Около 1600 фразеологических единиц. — М.: АСТ. Астрель, 2009. — 443 с. — ISBN 978-5-271-23941-0
- Жуков А. В., Жукова М. Е. Словарь современной русской фразеологии. — М.: АСТ—Пресс Книга, Словари XXI века, 2015. 2-е изд-е, стереотип. — М.: АСТ-Пресс Книга, Словари XXI века, 2016. — 416 с. (Институт русского языка имени В. В. Виноградова) — ISBN 978-5-462-01515-1
- Жуков А. В. Фразеологический словарь русского языка (с лексико-грамматическим комментарием). — М.: Флинта, 2017. — 759 с. — ISBN 978-5-9765-3355-4
- Жуков А. В. Школьный лексико-фразеологический словарь русского языка. — М.: Русское слово — учебник, 2023. — 408 с. — ISBN 978-5-533-02679-6

### Учебные пособия
- Жуков В.П. Русская фразеология. — М.: Высшая школа, 1986. — 310 с. А.В. Жуковым написаны глава IV параграфы 3, 4 и 25.
- Жуков В. П., Жуков А. В. Русская фразеология: учебное пособие. — Изд. 2-е, испр. и доп.. — М.: Высшая школа, 2006. — 408 с. — ISBN 5-06-005399-7[14]
- Жуков А. В. Морфологическая характеристика фразеологизмов русского языка: Учеб. пособие к спецкурсу / В. П. Жуков, А. В. Жуков. — Л.: ЛГПИ, 1980. — 97 с.
- Жуков А. В. Фразеологическая переходность в русском языке: Учеб. пособие к спецкурсу / А. В. Жуков. — Л.: ЛГПИ, 1984. — 93 с.[15]

### Монографии
- Жуков А. В. Переходные фразеологические явления в русском языке / А. В. Жуков; Новгор. гос. ун-т им. Ярослава Мудрого. — В. Новгород: НовГУ, 1996. — 132 с. —ISBN 5-89896-039-2.
- Жуков А. В. Лексико-фразеологический словарь русского языка. Проспект / А. В. Жуков; Новгор. гос. ун-т им. Ярослава Мудрого. — В. Новгород: НовГУ, 2002. — 139 с.
- Жуков А. В. Очерки по фразеологической семантике / А. В. Жуков; Новгор. гос. ун-т им. Ярослава Мудрого. — В. Новгород: НовГУ, 2008. — 159 с.
- Жуков А. В. Очерки по фразеологической семантике. Монография. — 2-е изд-е, перераб. и доп. — М.: Русайнс, 2020. — 280 с. — ISBN 978-5-4365-6032-8
- Жуков А. В. (сост. и отв. ред.) Жуков В. П. Избранные статьи. — М.: Флинта, 2021. — 309 с. ISBN 978-5-9765-4577-9
- Жуков А. В., Жуков К. А. О самоценности фразеологизма и слова // Язык vs. социум: XXI век: Коллективная монография / Главный редактор Н. В. Юдина. — Владимир: Владимирский филиал федерального государственного бюджетного образовательного учреждения высшего образования «Российская академия народного хозяйства и государственной службы при Президенте Российской Федерации», 2020. — С. 172—177.
- Жуков А. В. (сост. и отв. ред.). Жуков В. П. Избранные работы по русскому языку // Литературная и диалектная фразеология: история и развитие. Пятые Жуковские чтения. Т. 2. Материалы Международного научного симпозиума 4-6 мая 2011. г. Великий Новгород. — Великий Новгород, 2011. — 422 с.

### Статьи
- Жуков А. В. Категориальный синкретизм фразеологических единиц // Филологические науки. Научные доклады высшей школы. — 1987. — № 2. — С. 48—53.
- Жуков А. В. Фразеологизмы с общим аналитическим значением в русском языке // Вестник НовГУ, серия «Гуманитарные науки: история, литературоведение, языкознание», № 21, 2002. — С. 57—61.
- Жуков А. В., Жуков К. А. О семантической неопределенности слов и фразеологизмов // Грани слова. Сборник научных статей к 65-летию проф. В. М. Мокиенко). — М.: Элпис, 2005. — С. 70—76.
- Жуков А. В. Автор с большой дороги, или где мёд, там и мухи // Мир русского слова. — 2003. — № 2[16].
- Жуков А. В. Послесловие. Золотые россыпи русской речи // В. П. Жуков, М. И. Сидоренко, В. Т. Шкляров. Толковый словарь фразеологических синонимов русского языка / Под ред. В. П. Жукова. — М.: Астрель. АСТ.Ермак, 2005. — С. 441—444. ISBN 5-272-10340-4
- Жуков А. В. Фразеологизация слова и лексикализация фразеологизма // Филологические науки. Научные доклады высшей школы. — 2007. — № 4. — С. 89—95.
- Жуков А. В. Прием идентификации и проблема фразеологического значения // Вестник НовГУ им. Ярослава Мудрого, № 47. — 2008. — С. 61—64.
- Жуков А. В. Фразеологические фантомы // Проблемы истории, филологии, культуры. 2009, № 4 (26). — М.: Магнитогорск. — Новосибирск: РАН, 2009. — С. 128—133.
- Жуков А. В., Жуков К. А. «Фразеологический словарь русского языка»: 40 лет спустя // Славянская фразеология и паремиология в XXI веке. Сборник научных статей / Под. ред. Е. Е. Иванова, В. М. Мокиенко. — Минск: Издатель Змицер Колас, 2010. — С. 20—25.
- Жуков А. В. О фразеологии мнимой и возможной // Słovo. Tekst. Czas X. Jednostka frazeologiczna w tradycyjnych paradygmatach naukowych / pod redakcją Michaiła Aleksiejenki i Harrego Waltera. —Szczecin. Greifswald, 2010. — С. 355—361.
- Жуков А. В. О фразеологическом значении // Язык. Человек. Общество. II Международный сборник научных трудов (к 65-летию профессора В. Т. Малыгина). — СПб.—Владимир: РГПУ им. А. И. Герцена, ВГГУ, 2010. 341 с. — С. 28—36.
- Жуков А. В. О системности фразеологии // Мир русского слова. — 2010. — № 3. — С. 21—26.
- Жуков А. В. Книга на все времена // В. П. Жуков. Словарь русских пословиц и поговорок. — 14-е изд-е, стереотип. — М.: Дрофа. Русский язык—Медиа, 2010. — С. 3—5.
- Жуков А. В. Метод аппликации и классификация пословично-поговорочного материала // Проблемы истории, филологии, культуры. 2011. № 3 (33)[17]
- Жуков А. В. О мотивировке и выводимости фразеологизмов // Мир русского слова. — 2013. — № 2. — С. 9—13.
- Жуков А. В., Жуков К. А. О фразеологизмах и смежных явлениях // Русский язык в школе. — 2013. — № 5. — С. 80—85.
- Жуков А. В., Жуков К. А. Паремиологическая теория В. П. Жукова и семантическая классификация пословиц // Вестник НовГУ им. Ярослава Мудрого, № 77. — 2014. / Материалы Международного симпозиума «Мир русской пословицы: вечные ценности и новые смыслы (Шестые Жуковские чтения)». — С. 18—21.
- Жуков А. В. Влас Платонович Жуков (К 95-летию со дня рождения) // Русский язык в школе. — 2016. — № 5. — С. 68—75.—
- Жуков А.В. В. П. Жуков и его «Словарь русских пословиц и поговорок» // Русская речь. № 6, 2016. — С. 84—89.
- Жуков А. В. Формоизменение и семантико-грамматическая специализация фразеологизма // Филологические науки. Научные доклады высшей школы. — 2017. — № 2. — С. 10-14.
- Жуков А. В. О потенциальности фразеологических единиц // Пушкинские чтения — 2018. Художественные стратегии классической и новой словесности: жанр, автор, текст: Материалы XXIII международной научной конференции, Санкт-Петербург, 06-07 июня 2018 года / Ответственный редактор Т. В. Мальцева. — СПб: Ленинградский государственный университет им. А. С. Пушкина, 2018. — С. 371—380.
- Жуков А. В. Предисловие // В. П. Жуков Семантика фразеологических оборотов. Предисл. А. В. Жукова. — 2-е изд., доп. — М.: ЛЕНАНД, 2019. — 176 с. — С. 4 —10.
- Жуков А. В. План содержания фразеологизма и фразеологическое значение // Пушкинские чтения-2019. Художественные стратегии классической и новой словесности: жанр, автор, текст. Материалы XXIII международной научной конференции. — СПб: ЛГУ имени А. С. Пушкина, 2019. — С. 285—288.
- Жуков А. В., Жукова М. Е. О фразеологии нашего времени // Язык. Культура. Коммуникация: изучение и обучение / Материалы IV Международной научно-практической конференции (13 октября 2020 года, г. Орёл). — Орёл: ОГУ имени И. С. Тургенева, 2020. — С. 294—298.
- Жуков А. В., Жуков К. А. Слова-сопроводители и слова-спутники // Ученые записки НовГУ имени Ярослава Мудрого. № 2 (27). — 2020.
- Жуков А. В. Фразеологическая синонимия и ценность языкового знака // Тульский научный вестник. Серия История. Языкознание. 2021. № 1 (5)[18].
- Жуков А. В., Жуков К. А. К вопросу о потенциальных и окказиональных фразеологизмах (лексикографический аспект) // Лексикография цифровой эпохи: Сборник материалов Международного симпозиума, Томск, 24-25 сентября 2021 года / Отв. ред. Е. А. Юрина, С. С. Земичева. — Томск: Национальный исследовательский Томский государственный университет, 2021. — С. 274—277.
- Жуков А. В. Через версты войны к истинам русской речи (к 100-летию со дня рождения В. П. Жукова) // Русский язык в школе. — 2021. — Т. 82. — № 2. — С. 85—89.
- Жуков А. В. Посвящение. Из победного 45-го на передовую фразеологической науки (К 100-летию со дня рождения В.П. Жукова) // Art Logos (Искусство слова). Научный журнал. 2021, № 3 (16). — С. 8—9.
- Жуков А. В. Вариантная парадигма и вариативное пространство фразеологизма // Art Logos (Искусство слова). Научный журнал. 2022, № 2 (19). — С. 83—91.
- Жуков А. В. Предисловие // Школьный лексико-фразеологический словарь русского языка. — М.: Русское слово — учебник, 2023. — С. 3—16.
- Жуков А. В. Феномен употребления и закон приращения смысла // Лекантовские чтения — 2022. Материалы Международной научной конференции (МГОУ, 18 ноября 2022 г.). — М., 2022. — С. 196—200.

## Рецензии
- Л. К. Байрамова. Фразеологические словари нового поколения. Рец.: А. В. Жуков, М. Е. Жукова. Современный фразеологический словарь русского языка. — М.: АСТ. Астрель, 2009 // Вестник Челябинского гос. ун-та. 2010. № 29 (210). Филология. Искусствоведение. Вып. 47. — С. 27—32.
- В. Т. Бондаренко. Рец.: В. П. Жуков, А. В. Жуков. Школьный фразеологический словарь русского языка. 2-е изд-е, перераб. — М.: Просвещение, 1989 // Русский язык в школе, 1990. № 3. — С. 109—111.
- И. Я. Лепешев . Рец.: В. П. Жуков, А. В. Жуков. Школьный фразеологический словарь русского языка. 2-е изд-е, перераб. — М.: Просвещение, 1989 // Русский язык в национальной школе, 1990. № 3. — С. 98—110.
- Н. Н. Данилович. Рец.: В. П. Жуков, А. В. Жуков. Школьный фразеологический словарь русского языка. 2-е изд-е, перераб. — М.: Просвещение, 1989 // Русский язык в школе, 1990. № 3. — С. 62—63.
- Р. Эккерт. Рец.: В. П. Жуков, А. В. Жуков. Школьный фразеологический словарь русского языка. 2-е изд-е, перераб. — М.: Просвещение, 1989 // Русистика сегодня, 1991. № 2. — С. 86—88.
- Т. Г. Аркадьева, В. П. Проничев. Рец.: А. В. Жуков. Лексико-фразеологический словарь русского языка. — М.: Астрель. АСТ, 2003. 605 с. // Филологические науки, 2005, № 1. — С. 107—111.
- А. Г. Балакай. Школьный фразеологический словарь и некоторые вопросы учебной лексикографии. Рец.: В. П. Жуков, А. В. Жуков. Школьный фразеологический словарь русского языка. Изд-е 4-е, дораб. и доп. — М .: Просвещение, 2003. 544 с. // Словарное наследие В. П. Жукова и пути развития русской и общей лексикографии. Третьи Жуковские чтения. Материалы международного научного симпозиума 21-22 мая 2004 года. — Великий Новгород: НовГУ им. Ярослава Мудрого, 2004. — С. 505—510.
- И. Я. Лепешев. Рец.: А. В. Жуков. Фразеологическая переходность в русском языке. Учебное пособие к спецкурсу. — Л.: Изд-во ЛГПИ им. А. И. Герцена, 1984. 94 с. // Русский язык в школе, 1985, № 5. — С. 100—101.
- І.Я.Лепешаў. Фундаментальная праца // Веснік Гродзенскага дзяржаўнага універсітэта, 2007, № 1(49), серыя3 «Філалогія. Педагогіка». — С. 130—132. / Рец.: В. П. Жуков, А. В. Жуков. Русская фразеология. Учебное пособие. 2-е изд-е, испр. и доп. — М.: Высшая школа, 2006. — 408 с.
- О. В. Никитин. Рец.: А. В. Жуков, М. Е. Жукова. Словарь современной русской фразеологии. — М.: АСТ Пресс Книга, 2015 // Русский язык в школе, 2015, № 11. — С. 61—62.
- Т. Г. Никитина. Рец.: В. П. Жуков, А. В. Жуков. Русская фразеология. Изд-е второе, испр. и доп. — М.: Высшая школа, 2006. 408 с. // Филологические науки, НДВШ, № 5, 2007.
- Л.Скрипник. Новий аспект вивчення фразеології // Мовознавство, 1986, № 4 (118). С. 71-72. Рец.: А. В. Жуков. Фразеологическая переходность в русском языке. Учебное пособие к спецкурсу. —Л.: Изд-во ЛГПИ им. А. И. Герцена, 1984. — 94 с.
- В. К. Харченко. // Вестник Ленинградского университета. Сер. 2. Вып. 1 (№ 2). С. 114—115. Рец.: А. В. Жуков. Фразеологическая переходность в русском языке. Учебное пособие к спецкурсу. —Л.: Изд-воЛГПИ им. А. И. Герцена, 1984. — 94 с.
- Важенина Е., Загнитко А. Русская фразеология как судьба. Рец.: Жуков А. В. Очерки по фразеологической семантике. 2-е изд-е, перераб. и доп. — М.: Русайнс, 2020. — 280 с. // Przegląd Rusycystyczny 2022. nr 1 (177), 275—282.